# روري كينير
روري كينير (بالإنجليزية: Rory Kinnear)‏ هو ممثل بريطاني، ولد في 17 فبراير 1978 بلندن في المملكة المتحدة. بدأ مشواره المهني سنة 2001، ومن الجوائز التي نالها British Independent Film Award for Best Supporting Actor ‏ سنة 2012 وجائزة لورنس أوليفيه لأفضل ممثل ‏ سنة 2014 وLaurence Olivier Award for Best Performance in a Supporting Role ‏ سنة 2008.

## أعمال

### أفلام
- (2008) كم من العزاء[9]
- (2012) سكايفول
- (2015) طيف[10][11][12]
- (2017) آي بوي

### مسلسلات
- المرآة السوداء
- بيني دريدفول

## جوائز وترشيحات
جوائز
- British Independent Film Award for Best Supporting Actor [الإنجليزية]‏ (2012)
- جائزة لورنس أوليفيه لأفضل ممثل [الإنجليزية]‏ (2014)
- Laurence Olivier Award for Best Performance in a Supporting Role [الإنجليزية]‏ (2008)

ترشيحات
- جائزة الأوسكار التلفزيونية البريطانية لأفضل ممثل مساعد [الإنجليزية]‏ (2014)
- جائزة لورنس أوليفيه لأفضل ممثل [الإنجليزية]‏ (2011)
- Laurence Olivier Award for Best Actor in a Supporting Role [الإنجليزية]‏ (2010)

## وصلات خارجية
- روري كينير على موقع IMDb (الإنجليزية)
- روري كينير على موقع ألو سيني (الفرنسية)
- روري كينير على موقع أول موفي (الإنجليزية)
- روري كينير على موقع بوكس أوفيس موجو (الإنجليزية)
- روري كينير على موقع قاعدة بيانات الأفلام السويدية (السويدية)
- روري كينير على موقع ديسكوغز (الإنجليزية)
- روري كينير على موقع قاعدة بيانات الفيلم (الإنجليزية)
- روري كينير على موقع كينوبويسك (الروسية)